# Genèse des jeux sur ordinateur central
Vous lisez un « bon article » labellisé en 2016.
La genèse des jeux sur ordinateur central s'étend du début des années 1960 au début des années 1970. Avant l'émergence dans les années 1970 des micro-ordinateurs (appelés plus tard ordinateurs personnels), les ordinateurs centraux sont les premiers ordinateurs utilisés, avec les mini-ordinateurs, qui sont plus petits et meilleur marché. Les ordinateurs centraux sont principalement utilisés à grande échelle par de grandes entreprises et beaucoup d'instituts de recherche universitaires. Durant la fin des années 1960, les premiers jeux vidéo sont programmés sur ces ordinateurs. Avant l'essor de l'industrie vidéoludique, les jeux sont développés par des étudiants ou des employés de grandes entreprises et ne peuvent en général fonctionner que sur les systèmes sur lesquels ils ont été développés. Bien que beaucoup de jeux soient perdus à cause de l'arrêt de la production des plates-formes, certains ont été portés sur des ordinateurs avec un langage de programmation de haut niveau tel que le BASIC, puis dans des versions améliorées pour ordinateurs personnels. Ils ont également été recréés des années plus tard pour les besoins de bulletin board system, et influencent des développeurs et des jeux sortis ultérieurement.
Les premiers jeux sur ordinateurs sont créés à partir de 1950 sur de gros ordinateurs primitifs. Au début des années 1960, la constante augmentation du nombre et des capacités des ordinateurs conduit à l'assouplissement progressif des limitations de l'accès aux ordinateurs centraux dans les établissements universitaires et des entreprises. Cette évolution permet la multiplication relative de petits jeux vidéo en mode texte sur ordinateurs centraux, avec une complexité grandissante à la fin de la décennie. Bien que les jeux continuent à être développés sur ordinateurs centraux et mini-ordinateurs dans les années 1970, ils sont le plus souvent destinés aux ordinateurs personnels, ceci notamment grâce à l'émergence des langages de programmation de haut niveau. Parmi ces premiers jeux figurent Hamurabi, un ancêtre des jeux vidéo de stratégie et du genre city-builder, ainsi que Lunar, qui inspirent beaucoup de jeux dans les années 1970 et 1980. Figurent également le jeu de simulation Civil War, le jeu Star Trek, qui est largement repris, modifié et porté dans les décennies ultérieures, ainsi que Space Travel, qui joue un rôle dans la création du système d'exploitation Unix et Baseball, le premier jeu de baseball permettant de contrôler directement le joueur durant le jeu.

## Contexte

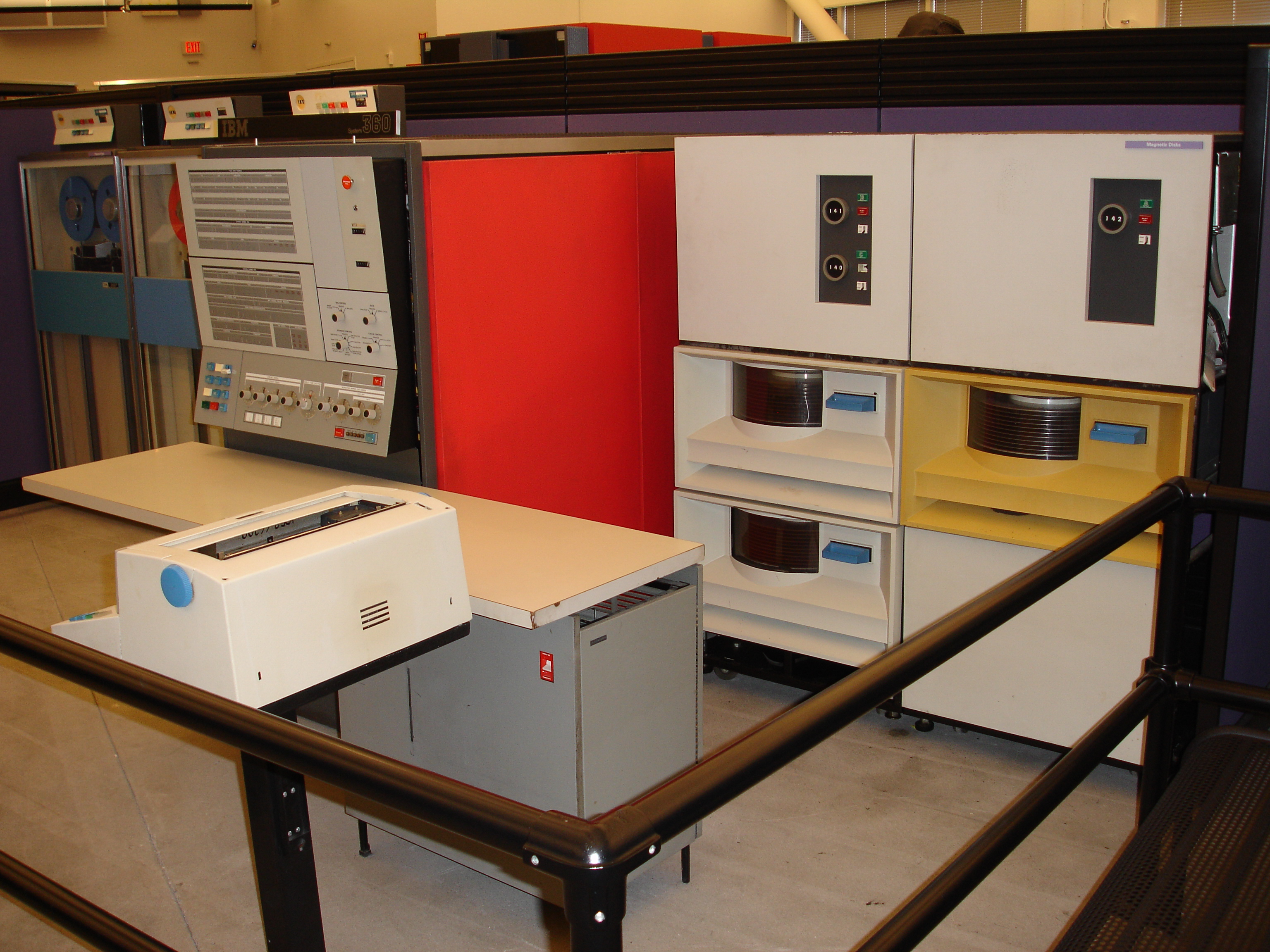
Un ordinateur central IBM System 360/30 au musée de l'histoire de l'ordinateur, en Californie.

Les ordinateurs centraux, mieux connus sous leur appellation anglaise mainframe, sont dotés d'une grande puissance de traitement et permettent de réaliser un travail de calcul, notamment destiné à un processus multi-utilisateurs et à grande échelle. Ils sont principalement utilisés par de grandes entreprises. Avant l'émergence des micro-ordinateurs dans les années 1970 — appelés plus tard ordinateurs personnels —, ils sont le premier type d'ordinateur utilisé et les premiers ordinateurs disponibles dans le commerce,,. Durant les années 1960 et 1970, il existe aussi les mini-ordinateurs, de plus petites machines meilleur marché, mais qui ne sont pas non plus destinées à un usage privé bien qu'elles soient très répandues. En 1970, une enquête parue dans The New York Times définit de manière consensuelle un mini-ordinateur comme un système coûtant moins de 25 000 dollars américains, alors qu'un ordinateur central coûte un million,.
À la fin des années 1960, les ordinateurs centraux et les mini-ordinateurs sont utilisés aux États-Unis dans beaucoup d'instituts de recherche universitaires ou de grandes entreprises comme Bell Labs,. Alors que l'industrie vidéoludique et le commerce du jeu vidéo n'existent pas encore, les programmeurs de certaines de ces entreprises créent plusieurs petits jeux fonctionnant sur ordinateur central. La plupart se sont propagés uniquement à d'autres utilisateurs du même type d'ordinateur et par conséquent, ils n'ont pas perduré, d'autant que la production des ordinateurs centraux les plus anciens a cessé. Cependant, plusieurs de ces petits jeux en inspirent d'autres par la suite, ou certains sont recréés dans des versions modifiées, ou sur un système plus moderne ou dans un autre langage de programmation. Ces premiers jeux sur ordinateurs centraux sont créés entre le début des années 1960 et le début des années 1970 et ne sont destinés au départ qu'à une petite audience, limitée au monde académique. Bien que les ordinateurs centraux soient encore développés tout au long des années 1970, l'émergence du marché du jeu vidéo, centré sur le jeu d'arcade et sur la console de salon, suivi par l'essor des ordinateurs personnels à la fin de la décennie, conduit les développeurs de jeux, comme le public, à se désintéresser des ordinateurs centraux et des mini-ordinateurs. D'un autre côté, la généralisation des langages de programmation de haut niveau tels que le BASIC permet aux jeux créés sur ordinateurs centraux de fonctionner sur des ordinateurs personnels moyennant de petites adaptations,.

## Premiers jeux
Les tout premiers jeux vidéo sur ordinateur apparaissent au début des années 1950, d'abord avec Bertie the Brain, un jeu de tic-tac-toe construit par l'ingénieur Josef Kates en 1950 à l'occasion de l'Exposition nationale canadienne de la même année. Ces jeux simples sur ordinateur peuvent être assimilés à des jeux vidéo ou non en fonction de la définition retenue. Les jeux développés durant cette période fonctionnent sur de gros ordinateurs primitifs, ancêtres des ordinateurs centraux, à l'origine créés à des fins de recherches académiques ou en tant que vitrines de technologies informatiques. Comme ils appartiennent exclusivement à des universités et des instituts de recherche, tout développement de jeux à des fins de divertissement est empêché. Au fil de la décennie, la technologie informatique évolue jusqu'à la création de plus petits ordinateurs à transistors sur lesquels les programmes peuvent être exécutés en temps réel plutôt que par le biais d'opérations par lots, et les ordinateurs commencent à se répandre.

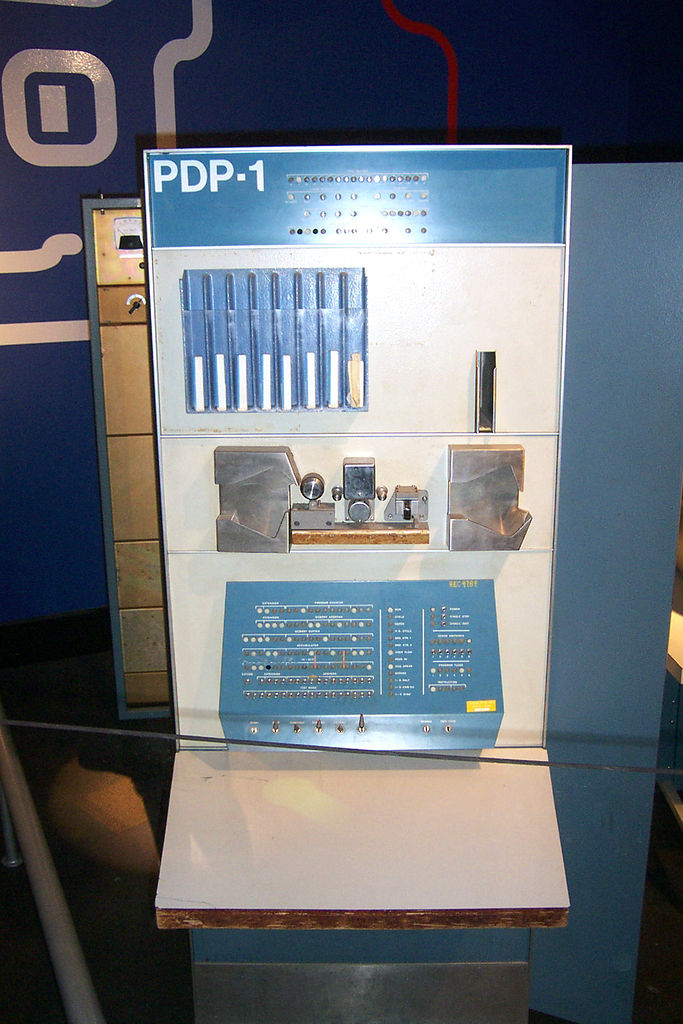
Composants d'un DEC PDP-1 présentés au musée des sciences et de l'industrie de Chicago.

Durant les années 1960, les progrès réalisés dans le domaine de la technologie informatique et le développement des premiers ordinateurs relativement moins onéreux, plus tard appelés mini-ordinateurs, permettent un assouplissement des restrictions d'accès aux ordinateurs et à la programmation. Au Massachusetts Institute of Technology (MIT), les étudiants et les employés de l'université peuvent enfin accéder à l'ordinateur expérimental TX-0. Cette évolution mène au développement de programmes, qui, en plus de faire étalage des capacités des ordinateurs, possèdent un aspect divertissant. Les jeux créés pour le TX-0 par la petite communauté de développeurs du MIT sont notamment Tic-Tac-Toe, qui se joue, à l'aide d'un crayon optique permettant de réaliser des cercles et des croix, contre l'intelligence artificielle dirigée par l'ordinateur, et Mouse in the Maze, dont le but consiste à construire un labyrinthe duquel doit s'échapper une souris,,. Lorsque l'ordinateur DEC PDP-1 est installé au MIT en 1961, la communauté de programmeurs développe un jeu pour démontrer ses capacités. Intitulé Spacewar!, il est copié et recréé sur d'autres systèmes PDP-1 et plus tard sur des ordinateurs centraux, et devient le premier jeu vidéo à se répandre sur de multiples ordinateurs,.
Au cours de la décennie, alors qu'ils deviennent de plus en plus puissants, le nombre d'ordinateurs ne cesse de croître dans les entreprises et les institutions, passant selon les estimations de quelques douzaines d'ordinateurs avec moniteurs au début des années 1960 à plus de 1 000 en 1971. Puisque les ordinateurs différents ne peuvent normalement pas faire fonctionner les mêmes programmes sans modifications significatives au niveau du code source (en raison notamment de différences matérielles et de différences de langages machine), l'essor de l'industrie de l'informatique conduit à la création de catalogues et de groupes d'utilisateurs dont le but est de partager les programmes réalisés sur une même série d'ordinateurs, notamment la gamme PDP de DEC. Ces magazines et ces groupes, comme le catalogue de programme IBM et le groupe d'utilisateurs Digital Equipment Computer Users' Society (DECUS), partagent des logiciels mais aussi des petits jeux comme BBC Vik The Baseball Demonstrator, Three Dimensional Tic-Tack-Toe, et des jeux de dés,.
Durant la deuxième moitié des années 1960, des langages de programmation de haut niveau comme le BASIC, qui peuvent fonctionner sur plusieurs types d'ordinateurs, permettent d'augmenter le nombre de jeux développés. Même si la plupart sont des jeux en mode texte plutôt que des jeux avec graphismes comme Spacewar!, ils deviennent plus complexes et rejoignent plus de joueurs, notamment grâce des jeux de simulation de baseball et de basket-ball,,. L'accès aux ordinateurs est également étendu grâce à des systèmes comme le Dartmouth Time Sharing System (DTSS), qui permet à plusieurs milliers de terminaux distants sur les campus de se connecter à des ordinateurs centraux. Durant l'année universitaire 1967-1968, la bibliothèque DTSS, qui compte quelque 500 programmes, comporte beaucoup de jeux, et à la même époque plus d'un quart des systèmes aux États-Unis sont utilisés pour la détente ou le divertissement,.

## 101 BASIC Computer Gameset les jeux les plus notables

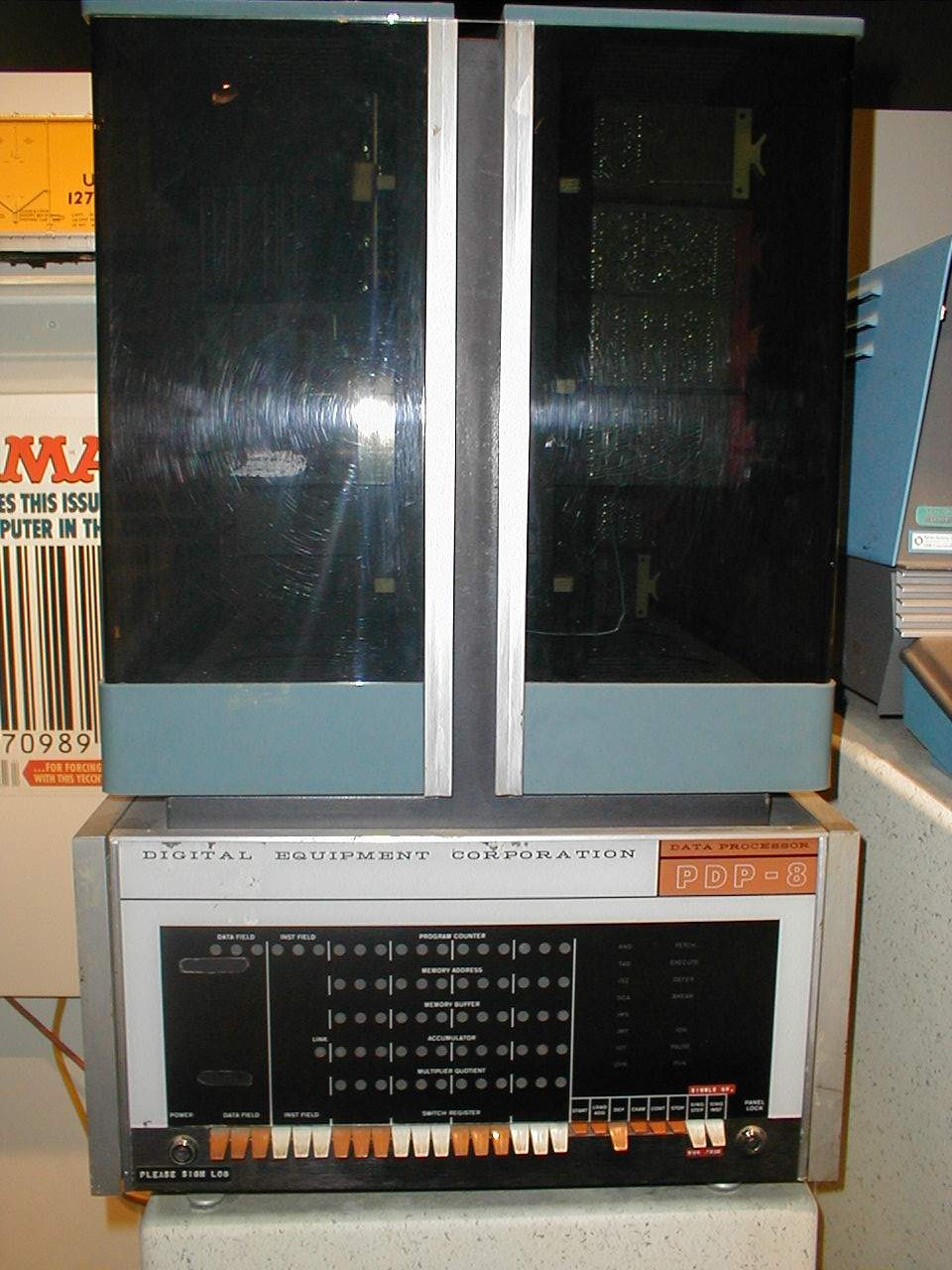
Un mini-ordinateur PDP-8 exposé au musée national d'histoire américaine.

En 1971, David H. Ahl, un employé de DEC, porte deux jeux appelés Hamurabi et Lunar sur mini-ordinateur, du langage FOCAL vers le langage BASIC, notamment dans le but de présenter ce dernier sur mini-ordinateur DEC PDP-8. Leur popularité conduit Ahl à inclure le code de nombreux jeux en BASIC dans une newsletter nommée EDU, laquelle comporte également beaucoup de programmes proposés par les lecteurs, principalement des étudiants. En 1973, il publie le livre 101 BASIC Computer Games, qui contient les descriptions et le code source de 101 jeux vidéo écrits en BASIC. Les jeux sont programmés par Ahl, ainsi que d'autres développeurs, et sont proposés en BASIC comme dans leur langage d'origine, par exemple en FOCAL. Beaucoup de ces portages sont à l'origine des jeux sur ordinateurs centraux. 101 BASIC Computer Games est un ouvrage incontournable dans l'univers de la programmation de jeux vidéo et devient un best-seller avec plus de 10 000 copies vendues, c'est-à-dire plus que d'ordinateurs existants aux États-Unis à la même époque. La seconde édition intitulée BASIC Computer Games est le premier livre consacré à l'informatique dépassant le million de copies. Les portages en BASIC des jeux sur ordinateurs centraux proposés dans le livre ont souvent mieux vieilli que les versions originales ou que les autres jeux sur ordinateurs centraux.
Hamurabi est réputé pour sa parution dans 101 BASIC Computer Games. Le jeu original, un jeu de stratégie en mode texte qui consiste à gérer un pays et ses ressources, est développé par Doug Dyment chez DEC et sort en 1968 sous le titre The Sumer Game. Dyment le crée pour Richard Merrill, un collègue qui vient d'inventer le FOCAL. Le jeu, composé de dix manches, met en scène l'ancien roi babylonien Hammurabi, qui doit choisir la quantité de graines à attribuer aux cultures pour le prochain tour, nourrir la population, et gérer l'achat de terres supplémentaires, tout en maîtrisant des variables de rendements aléatoires et les fléaux agricoles. Plusieurs versions du jeu voient le jour, notamment en FOCAL et en FOCAL-69,, mais une version améliorée, en BASIC, non créditée, est publiée dans 101 BASIC Computer Games sous le titre Hamurabi. D'autres versions postérieures en FOCAL sont intitulées Hamurabi,. Hamurabi influence beaucoup de jeux vidéo de stratégie et de simulation, et est l'ancêtre du genre city-builder.
Lunar Lander, un autre jeu qu'Ahl porte en BASIC, est proposé en trois versions dans le livre. La version originale du jeu est intitulée Lunar et écrite en FOCAL sur PDP-8 à la fin de l'année 1969 par Jim Storer, un universitaire,. Une version différente intitulée Rocket est écrite en BASIC par Eric Peters chez DEC et une troisième version intitulée LEM est écrite en BASIC par William Labaree II. Ahl porte la version de Storer du FOCAL vers le BASIC, modifie quelques textes et le publie dans sa newsletter. À peu près un an plus tard, les trois versions en BASIC paraissent dans 101 BASIC Computer Games sous les titres ROCKET (version de Storer), ROCKT1 (version de Peters), et ROCKT2 (version de Labaree). Les trois jeux en mode texte permettent au joueur de piloter une fusée qui doit atterrir sur la Lune, en entrant des instructions dans le menu textuel, par exemple la position initiale ou la direction relative par rapport à la surface. Ahl et Steve North convertissent les trois jeux en BASIC Microsoft, qu'ils renomment en Lunar Lander, puis les publient dans le magazine Creative Computing en 1976. Ce titre est réutilisé pour la version du jeu parue dans l'édition BASIC Computer Games en 1978.
Civil War, un autre jeu notable issu du livre 101 BASIC Computer Games, est un jeu en mode texte, qui place le joueur dans la guerre de Sécession contre l'intelligence artificielle dirigée par l'ordinateur. À l'origine développé pour ordinateur central en 1968, il reproduit quatorze batailles majeures de ce conflit, dans lesquelles le joueur dirige les États confédérés d'Amérique (sud) et l'ordinateur, l'Union (nord). Le joueur maîtrise quatre variables directes qui permettent de déterminer l'issue du conflit : le budget de l'alimentation des soldats, leurs salaires, la quantité de munitions, et laquelle des quatre  stratégies offensives ou des quatre stratégies défensives adopter. L'armée qui totalise le moins de victimes gagne une bataille et la partie est gagnée au bout de huit victoires,. Civil War sera disponible sur les systèmes de pay to play au début des années 1980.
Star Trek est probablement le jeu le plus populaire sur ordinateur central à figurer dans l'ouvrage d'Ahl. C'est un jeu en mode texte qui place le joueur aux commandes du vaisseau Enterprise lors d'une mission qui consiste à traquer et détruire une flotte de vaisseaux de guerre Klingon, puis empêcher leur invasion. Contrairement aux autres jeux en mode texte, le joueur ne doit pas renseigner de réponse écrite, mais des personnages sont affichés à l'écran, grâce à des caractères utilisés comme symboles graphiques pour représenter des objets. Le jeu est au départ développé par Mike Mayfield en 1971 sur l'ordinateur central Scientific Data Systems (SDS) Sigma 7. Star Trek est, comme beaucoup de jeux sur ordinateurs centraux publiés dans l'ouvrage d'Ahl, développé à l'origine en BASIC. Mais à l'époque, les jeux sont largement copiés et portés sur des mini-ordinateurs ou d'autres ordinateurs centraux et ainsi modifiés, ce qui crée une multitude de versions différentes. C'est une de ces versions alternatives qui parait dans 101 BASIC Computer Games, sous le titre de Space War. L'édition de 1978 du livre contient un portage en BASIC Microsoft du jeu Super Star Trek, une version améliorée écrite en 1972, qui est par la suite portée sur de nombreux ordinateurs personnels de l'époque. Ahl déclare dans son livre qu'« il est difficile [à l'époque] de trouver un ordinateur qui ne contient pas une version de Star Trek ». Beaucoup de variations du jeu dans diverses langues sont créées par la suite. En 1980, le magazine Dragon décrit Star Trek comme l'un des jeux du moment les plus populaires (sinon le plus populaire) sur ordinateur avec « littéralement des dizaines de versions différentes de ce jeu en circulation ».

## Autres jeux

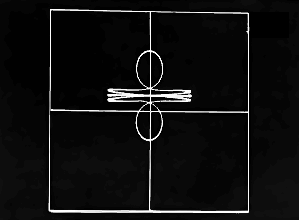
Gameplay du jeu Space Travel.

Quelques jeux qui ne figurent pas dans 101 BASIC Computer Games ont cependant un impact durable. Space Travel, développé par Ken Thompson en 1969, simule un voyage à travers le Système solaire. Le joueur pilote un vaisseau spatial dans une représentation en deux dimensions du Système solaire, sans aucun objectif autre que celui de le poser sur les diverses planètes ou lunes. Le joueur peut déplacer le vaisseau ou le tourner, ajuster sa vitesse globale en modifiant l'échelle de l'affichage. Le vaisseau est attiré par l'attraction gravitationnelle générée par les corps célestes à proximité. Le jeu est développé chez Bell Labs, puis il est porté en 1969 du système d'exploitation Multics vers GECOS sur l'ordinateur central GE-635, puis sur mini-ordinateur PDP-7,. Pour le portage du jeu sur PDP-7, Thompson développe des idées qui lui permettent de créer son système d'exploitation, qui formera plus tard la base du système Unix,. Space Travel ne s'est jamais propagé en dehors de chez Bell Labs et n'a pas eu d'influence sur d'autres jeux, mais son développement reste notable pour avoir conduit à celui d'Unix.
Baseball est également un autre jeu notable sur ordinateur central. Créé par Don Daglow sur un mini-ordinateur PDP-10 au Pomona College, c'est le premier jeu de baseball qui ne se contente pas de sélectionner les joueurs au début de la partie mais permet de contrôler la partie pendant son déroulement,. Le programme est documenté au Temple de la renommée du baseball, situé à Cooperstown dans l'État de New York aux États-Unis. Baseball est constamment amélioré durant l'année 1974, puis il est déployé sur d'autres PDP-10,. Le jeu, en mode texte, permet au joueur de contrôler le lanceur ou le batteur. Il est possible de tirer, de réaliser un base sur balles ou de choisir un coup sûr. Le batteur peut diriger le joueur sur base et le batteur lors de sa frappe. Le résultat du jeu est imprimé sur papier sous forme d'un récit, à l'instar d'une description radiophonique d'un évènement sportif. Daglow développe plus tard, en 1983, des versions plus évoluées du jeu, notamment World Series Baseball, puis Earl Weaver Baseball en 1987, ainsi que de nombreux autres jeux,.